# Улица Ликснас (Рига)
Улица Ли́кснас (латыш. Līksnas iela) — улица в Латгальском предместье города Риги, в историческом районе Московский форштадт. Ведёт в северо-западном и северном направлении от перекрёстка с улицей Эбрею у Старого еврейского кладбища до улицы Кална.
Общая длина улицы Ликснас составляет 630 метров. На всём протяжении улица имеет булыжное покрытие (перекрёстки асфальтированы) и две полосы движения. Движение по улице Ликснас двустороннее, ширина проезжей части — 6-7 метров. Общественный транспорт не курсирует.

## История
Улица Ликснас возникла в 1870-е годы; на плане города 1876 года показана как две отдельные улицы: Полтавская улица (латыш. Poltavas iela, нем. Poltawsche Strasse) — начало нынешней улицы, пролегающее в северо-западном направлении, и Тульская улица (латыш. Tulas iela, нем. Tulasche Strasse) — вторая часть улицы, ведущая на север. Эти улицы впервые упоминаются в списке городских улиц в 1877 году.
В 1923 году Полтавская улица была переименована в улицу Ликснас — в честь старинного латгальского села Ликсна. В 1936 году к ней была присоединена улица Тулас (Тульская), тем самым улица полностью получила современное название и границы.
К началу Второй мировой войны на улице Ликснас действовало 6 деревообрабатывающих и столярных мастерских, работали два магазина. Во время оккупации Риги улица именовалась Lixnaer Strasse (также Liksensche Strasse) и служила одной из границ Рижского гетто.

## Примечательные объекты
- В начале улицы Ликснас к её чётной стороне прилегает Старое еврейское кладбище.
- Дома № 16 и 16А — два доходных дома К. Рудзитиса (1912—1913, архитектор Оскар Бар).
- Дом № 25 — типовой жилой дом 303-й серии (начало 1950-х гг., архитекторы В. Рамане, Э. Калныня, инженер А. Бриедис).
- Наиболее примечателен угловой дом по ул. Лудзас, 69 (1911, архитектор Эйжен Лаубе).

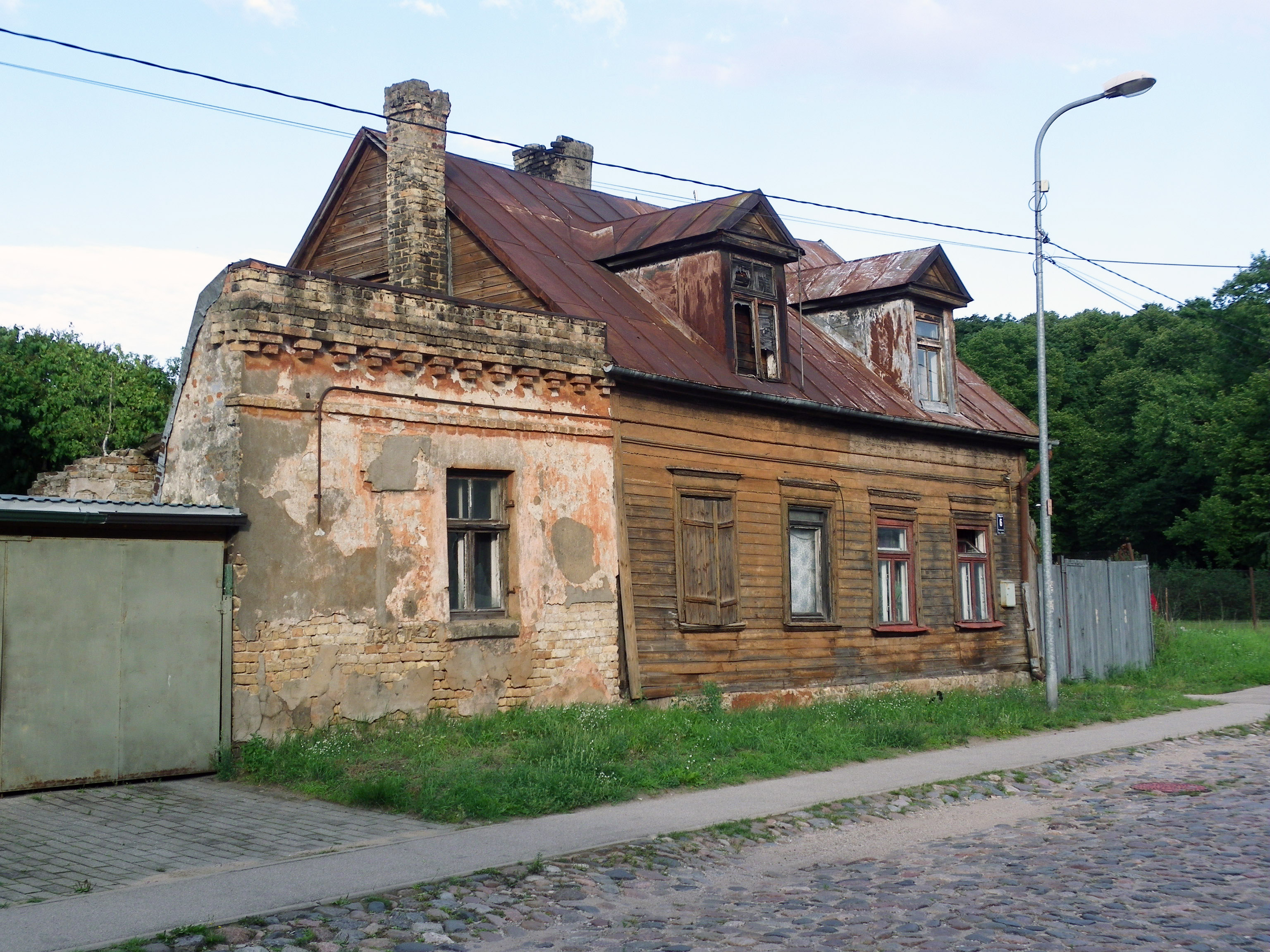
Дом № 6
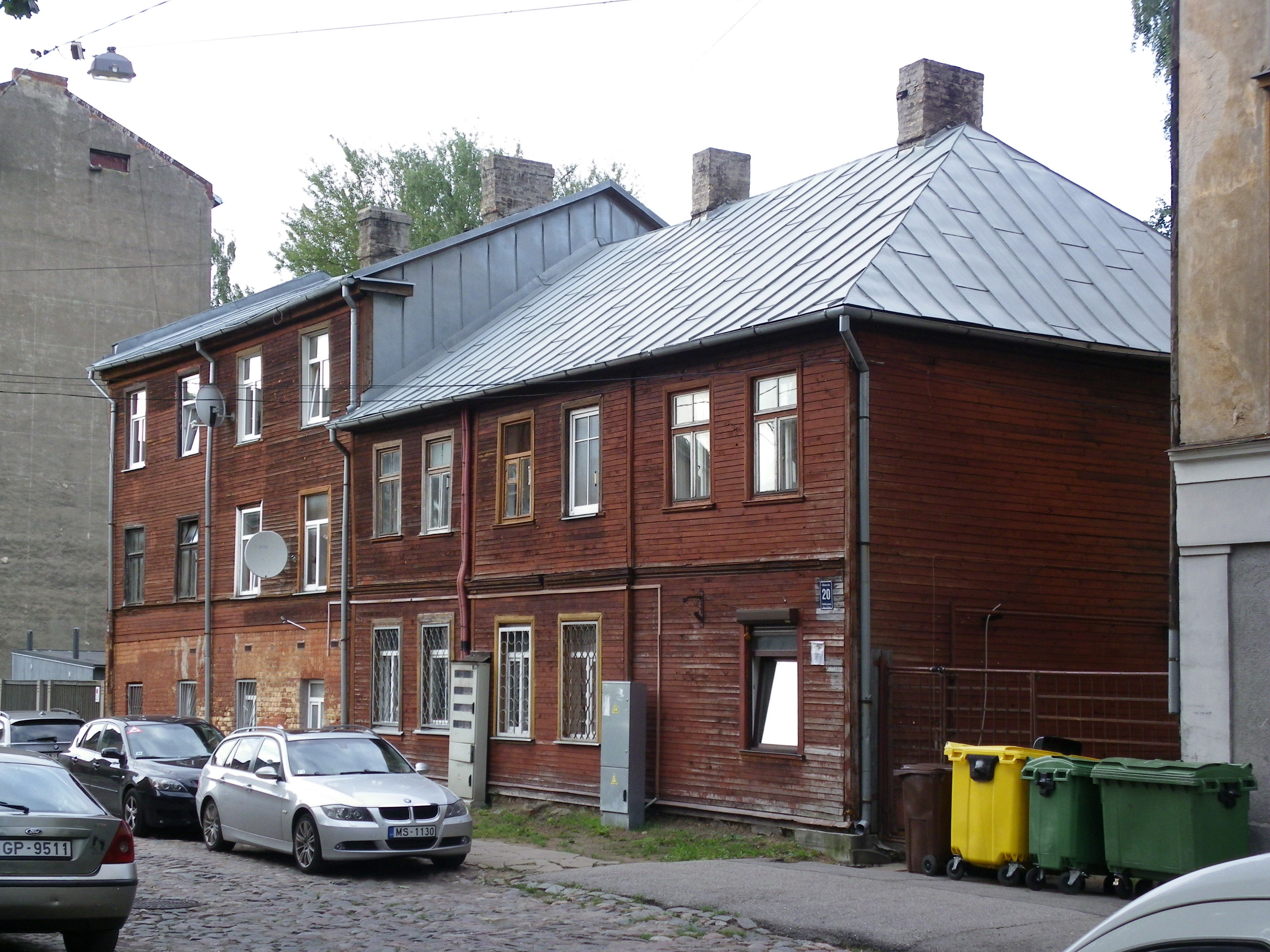
Дома № 20 и 20a
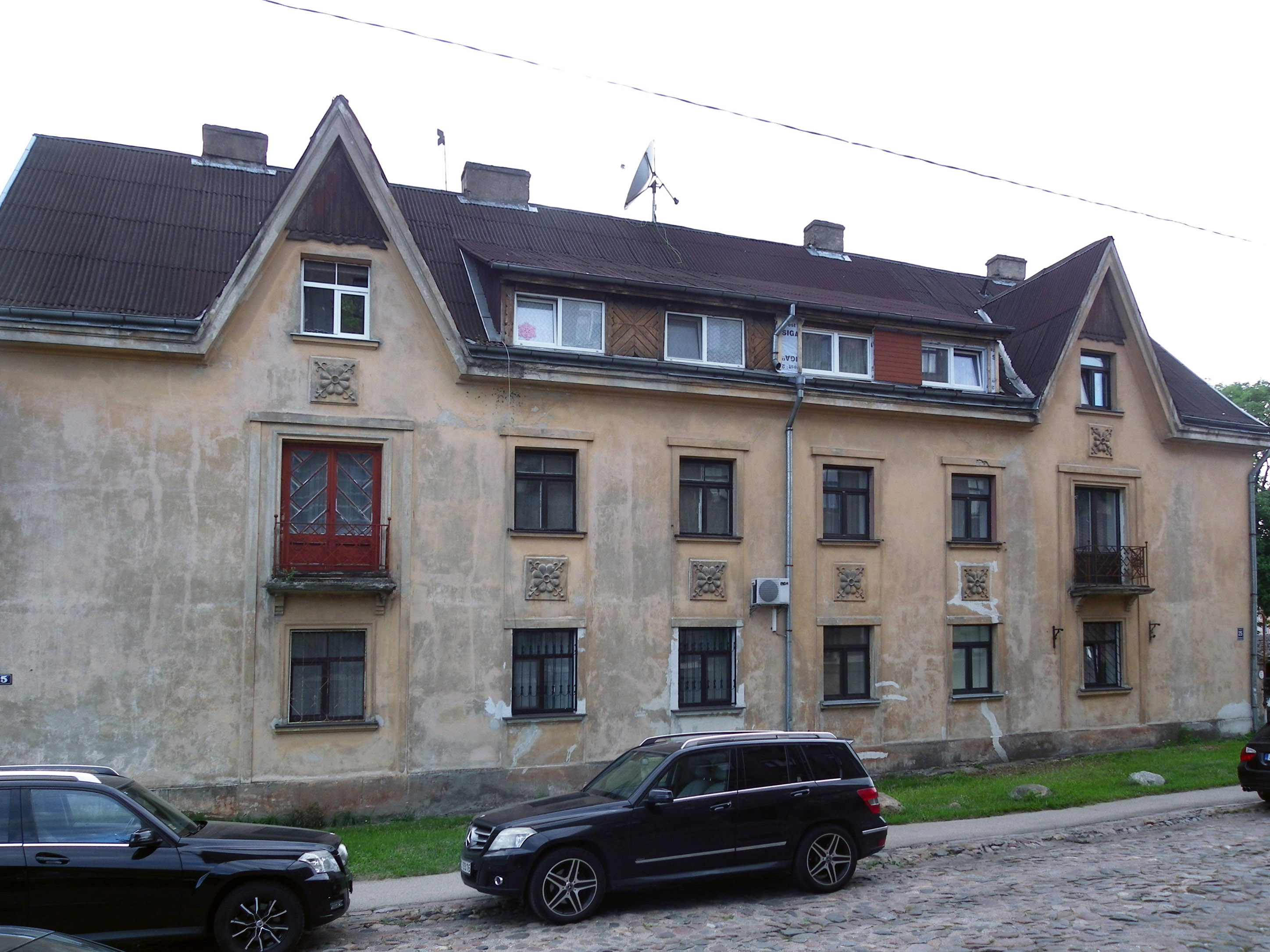
Дом № 25
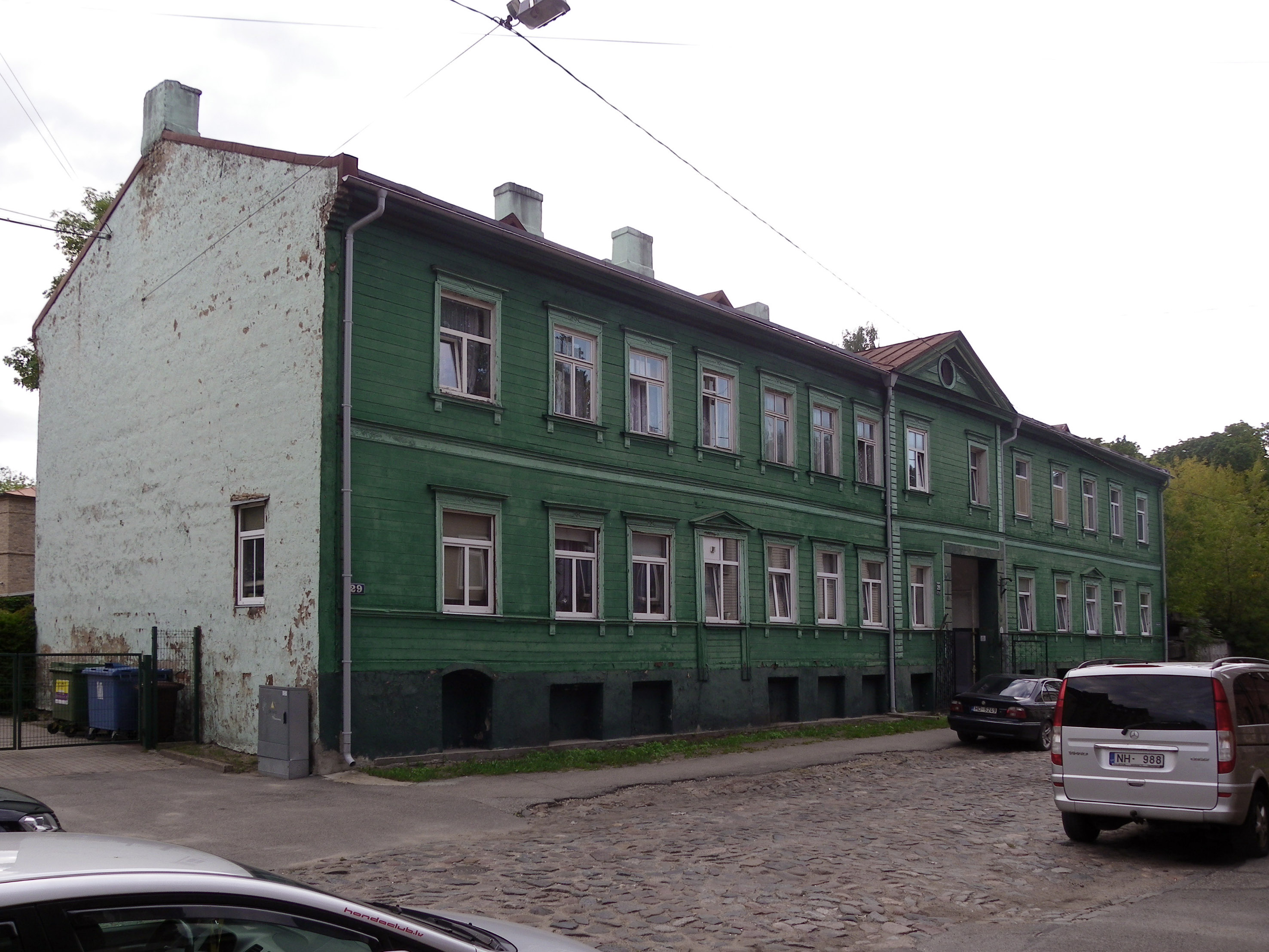
Дом № 29

## Прилегающие улицы
Улица Ликснас пересекается со следующими улицами:
- улица Эбрею
- улица Теяс
- улица Вирсайшу
- улица Саркана
- улица Лудзас
- улица Кална